# 赐儿山
赐儿山，山名。在中国河北省张家口市主城区西部1.5公里处，行政区划归桥西区，南北走向。海拔1000米左右，最高点海拔1005米。在山上可俯瞰张家口市主城区全景，是张家口市内的主要景区之一。山上有600多年历史的古庙宇云泉寺，为河北省重点文物保护单位。